# Марґеріт Брокеді
Марґеріт Брокеді (фр. Marguerite Broquedis; 17 квітня 1893 — 23 квітня 1983) — колишня французька тенісистка.
Найвищу одиночну позицію світового рейтингу — 9 місце досягла 1925. Перемагала на турнірах Великого шолома в змішаному парному розряді.

## Основні фінали

### Фінали турнірів Великого шолома

#### Мікст (1–1)
| Результат | Рік  | Турнір               | Покриття | Партнерка      | Суперниці                              | Рахунок       |
| --------- | ---- | -------------------- | -------- | -------------- | -------------------------------------- | ------------- |
| Поразка   | 1914 | Вімблдонський турнір | Трава    | Ентоні Вілдінґ | Етель Томсон-Ларкомб Джеймс Сесіл Парк | 6–4, 4–6, 2–6 |
| Перемога  | 1927 | Чемпіонат Франції    | Ґрунт    | Жан Боротра    | Лілі Альварес Білл Тілден              | 6–4, 2–6, 6–2 |

### Чемпіонат світу на твердих кортах

#### Одиночний розряд (1–1)
| Результат | Рік  | Турнір                            | Покриття | Суперниця | Рахунок       |
| --------- | ---- | --------------------------------- | -------- | --------- | ------------- |
| Перемога  | 1912 | Чемпіонат світу на твердих кортах | Ґрунт    | Мікен Рік | 6–3, 0–6, 6–4 |
| Поразка   | 1913 | Чемпіонат світу на твердих кортах | Ґрунт    | Мікен Рік | 4–6, 6–3, 4–6 |